# Leptomysis
Leptomysis (лат.) — род ракообразных семейства Mysidae из отряда Мизиды.

## Описание
Представители рода отличаются от других мизид следующими признаками: роговица глаза в задней части без увеличенных боковых граней; дистальный сегмент эндоподита максиллы длиннее своей ширины; эндоподы с 3-го по 8-й переопод с 3-члениковым карпопроподом; экзоподит 4-го плеопода самца с длинными модифицированными щетинками на 3 дистальных члениках; тельсон цельный, боковой край с многочисленными более длинными и короткими шипами. Антенны с ланцетовидными чешуйками, по всему периметру щетинистые. Плеоподы самцов двуветвистые, 1-я пара с многочлениковым экзоподом и неразделённым эндоподом, 2—5-я пары с многочлениковыми экзоподом и эндоподом; экзопод 4-го плеопода удлинён с видоизмененными щетинками. Первый переопод (ходильная нога) имеет хорошо развитый экзопод (внешняя ветвь), карпопроподы эндопода (внутренняя ветвь) с 3-й по 8-ю ветвь переопод делится на подсегменты, и на эндоподе уропод (задних придатках) есть статоцисты.

## Классификация
Род Leptomysis был впервые выделен в 1869 году норвежским морским биологом и зоологом Георгом-Оссианом Сарсом (1837—1927) и включает представителей, обитающих на прибрежных глубинах и литорали (на глубине от 1 до 500 м), с длиной тела от 7 до 18 мм.
- Leptomysis buergii Bacescu, 1966
- Leptomysis capensis Illig, 1906
- Leptomysis gracilis (G.O. Sars, 1864)
- Leptomysis heterophila Wittmann, 1986[7]
- Leptomysis lingvura (G.O. Sars, 1866)
- Leptomysis mediterranea G.O. Sars, 1877
- Leptomysis megalops Zimmer, 1915
- Leptomysis posidoniae Wittmann, 1986
- Leptomysis truncata (Heller, 1863)